# Jouwert Andreae
Jouwert Andreae (Lemmer, 16 februari 1812 - Leeuwarden, 4 augustus 1876) was een Nederlands viceadmiraal en kortstondig lid van de Tweede Kamer der Staten-Generaal. 
Andreae begon in 1829 zijn opleiding tot marineofficier bij de officiersopleiding van het Koninklijk Instituut voor de Marine, welke hij in 1831 succesvol afsloot als adelborst. In 1839 ging hij op expeditie naar Guinea en in 1845 werd hij bevorderd tot luitenant-ter-zee tweede klasse. Hij nam deel aan de derde expeditie naar Bali in 1849 en in 1850 werd hij eerste klasse. Voor zijn bijdrage aan een expeditie tegen zeerovers bij Flores, werd hij op 3 december 1857 benoemd tot ridder vierde klasse in de Militaire Willems-Orde. In 1858 werd hij gepromoveerd tot kapitein-luitenant-ter-zee, en in 1863 werd hij bevelhebber van het stoomschroefschip Zr.Ms. Zoutman. Ook werd hij toen Commandant der Zeemacht in de wateren bij Suriname. In december 1865 werd hij (na herstemming) in de Tweede Kamer gekozen voor het kiesdistrict Leeuwarden, en van januari 1866 tot 1867 was hij kapitein-ter-zee buiten dienst. 
De politiek was Andreae niet geheel vreemd — in 1861 was hij al eens lid van een commissie tot reorganisatie van het departement van Marine te Batavia, en in 1864 van een commissie voor de invoering van gepantserd materieel bij de kustverdediging. In de Kamer sprak hij zoals te verwachten gezien zijn achtergrond vooral over koloniale zaken en marine-aangelegenheden. In 1866 werd hij alweer verslagen bij de verkiezingen door de liberalen. Hij bedankte toen voor de functie van Minister van Marine, en prefereerde terug te keren naar de actieve dienst. 
In 1867 keerde hij terug, nu als schout-bij-nacht, in actieve dienst, en in 1868 werd hij benoemd tot Commandant der Zeemacht bij Nederlands-Indië, wat hij tot zijn benoeming tot vice-admiraal in 1871 zou blijven. In 1872 ging hij met pensioen. 
In 1857 was Andreae benoemd tot ridder vierde klasse in de Militaire Willems-Orde, en later ook als ridder in de Orde van de Nederlandse Leeuw. 